# Spinner (Luftfahrt)

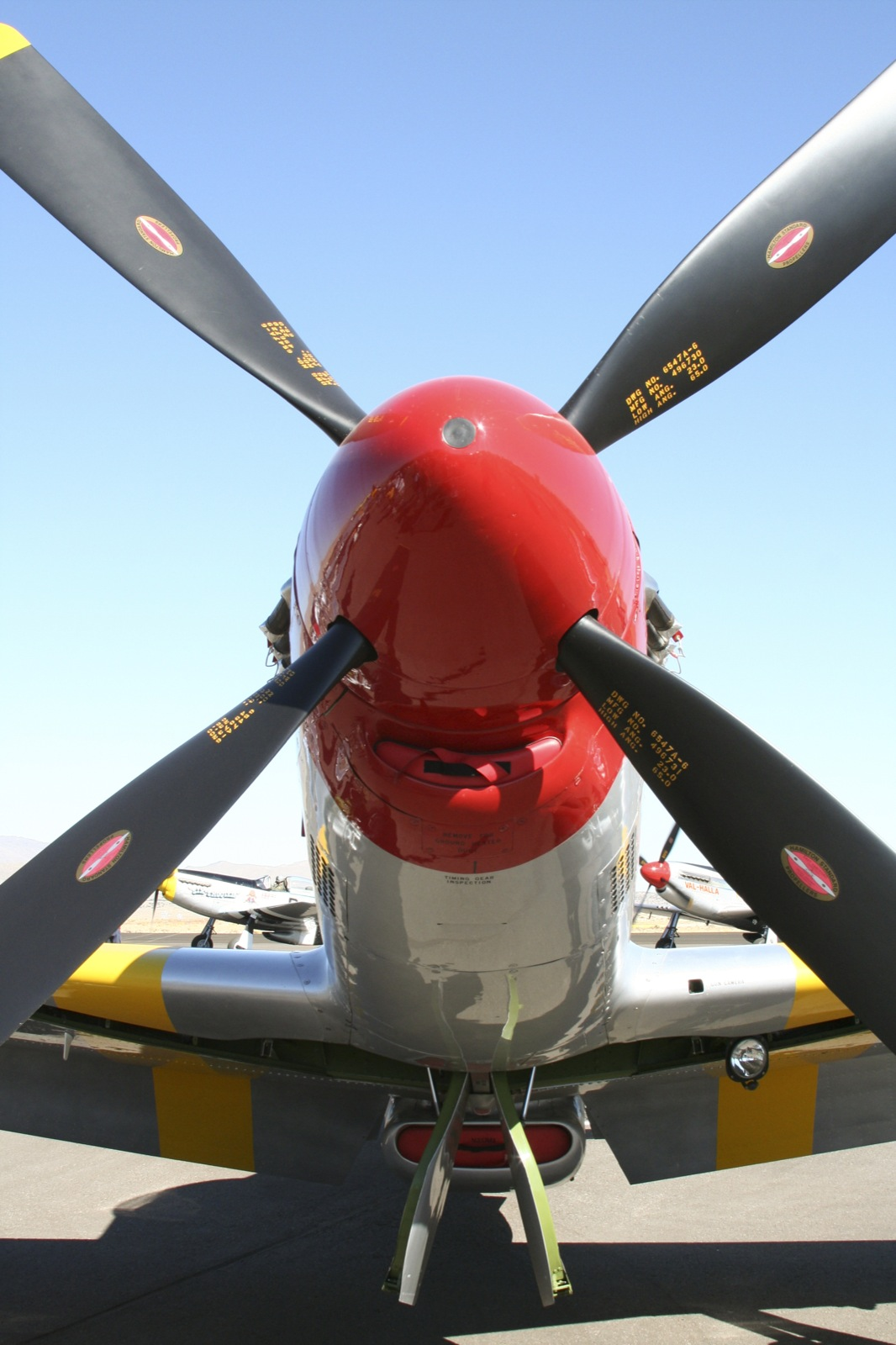
North American P-51 Mustang mit einem Spinner der den kompletten Propellerkopf bedeckt.

Als Spinner wird die stromlinienförmige Verkleidung eines Luftfahrzeuges vor dem Propeller auf der Antriebswelle des Triebwerkes oder bei Mantelstromtriebwerken bezeichnet. Er macht das Luftfahrzeug stromlinienförmiger, reduziert so den Luftwiderstand und sorgt für eine bessere Anströmung des Triebwerkes.

## Arten

Der Spinner auf der linken Seite des Bildes in der Mitte des Triebwerkes

Bei durch  Kolbenmotoren angetriebenen Luftfahrzeugen gibt es zwei weitverbreitete Arten von Spinnern. Zum einen große Spinner, die den kompletten Propellerkopf bedecken und bis an die Cowling heranreichen, als auch kleine, die nur die Befestigungsschrauben des Propellers bedecken. Verbreitete Materialien sind Aluminium und glasfaserverstärkter Kunststoff. Bei Spinnern aus Aluminium wird weiches Metall verwendet, da es eine geringere Tendenz zu Brüchen aufweist. Zu Beginn der 1990er Jahre wurden für selbstgebaute Flugzeuge GFK-Spinner auf den Markt gebracht, die auch zu Brüchen neigten. Dieser Ruf hält sich bis heute, obwohl es keine wesentlichen Unterschiede in der Stabilität zwischen beiden Typen mehr gibt. Auch die Abdeckung in einem Mantelstromtriebwerk vor dem ersten Fan wird als Spinner bezeichnet. Spinner werden sowohl bei Strahltriebwerken (moderne Verkehrsflugzeuge) als auch bei Kolbenmotoren (Jagdflugzeuge im 2. Weltkrieg) oft mit einer Spirale markiert, damit ein laufendes Triebwerk einfacher erkannt werden kann.
Ob die Spinner-Spirale auch taktische Vorteile im Luftkampf während des Zweiten Weltkriegs gehabt haben könnte ist bis heute Gegenstand kontroverser Diskussionen. Der Hintergrund ist eine optische Täuschung, die ein längeres und intensives Betrachten einer sich drehenden Spirale hervorruft und wodurch beim Wegblicken der Eindruck im Betrachter entsteht, es drehe sich nun das gesamte Gesichtsfeld in Richtung der eben noch angestarrten Spirale. Dieser Effekt beruht auf einer Anpassung der Bildverarbeitung im zentralen Nervensystem und verschwindet nach kurzer Zeit wieder.

## Gefahren
Der Verlust des Spinners im Flug kann Schäden an Luftfahrzeugen verursachen, die auch zu Unfällen führen können. Falls sich der Spinner während des Fluges löst, werden meistens die Cowling und die Cockpithaube beschädigt. Zugleich führt der Verlust des Spinners zu erhöhten Vibrationen, welche eine Notabschaltung des Triebwerkes nach sich ziehen kann.

## Geschichte
Die ersten Spinner wurden in den frühen 1910er Jahren entwickelt, um den Luftwiderstand der großen Propeller zu reduzieren.